# Vosmaeropsis macera
Vosmaeropsis macera is een sponssoort in de taxonomische indeling van de kalksponzen (Calcarea). De spons leeft in de zee en zijn steencel bestaat uit calciumcarbonaat.
De spons behoort tot het geslacht Vosmaeropsis en behoort tot de familie Heteropiidae. De wetenschappelijke naam van de soort werd voor het eerst geldig gepubliceerd in 1886 door Carter. Carter deelde de soort in bij het geslacht Heteropia. Arthur Dendy deelde ze in 1893 als eerste soort in bij het nieuwe geslacht Vosmaeropsis, waardoor ze de typesoort werd van dit geslacht. De soort werd aangetroffen in de zee nabij Port Phillip (Australië).